# Берёзовский (Панкрушихинский район)
Берёзовский — посёлок в Панкрушихинском районе Алтайского края России. Административный центр Железнодорожного сельсовета.

## География
Посёлок расположен в северо-западной части Алтайского края, на Приобском плато, на расстоянии примерно 8 километров (по прямой) к юго-юго-западу (SSW) от села Панкрушиха, административного центра района.

Климат континентальный, средняя температура января составляет −18,7 °C, июля — 22 °C. Годовое количество атмосферных осадков — 465 мм.

## История
Посёлок был основан в 1955 году в рамках кампании по освоению целины. С 1973 года Берёзовский является центром Железнодорожного сельсовета.

## Население
| 1997 | 1998 | 1999 | 2000 | 2001 | 2002 | 2003 |
| ---- | ---- | ---- | ---- | ---- | ---- | ---- |
| 504  | ↗515 | ↗541 | ↗542 | ↘540 | ↗557 | ↘535 |
| 2004 | 2005 | 2006 | 2007 | 2008 | 2009 | 2010 |
| →535 | ↗539 | ↘536 | ↗538 | ↘522 | ↘511 | ↘464 |
| 2011 | 2012 | 2013 |      |      |      |      |
| →464 | ↘424 | ↘420 |      |      |      |      |

Согласно результатам переписи 2002 года, в национальной структуре населения русские составляли 90 %.

## Инфраструктура
В посёлке функционируют средняя общеобразовательная школа, детский сад, фельдшерско-акушерский пункт, культурно-библиотечный центр и отделение Почты России.

## Транспорт
К северу от Березовского находится железнодорожная станция Панкрушиха Среднесибирской магистрали ЗСЖД.

## Улицы
Уличная сеть посёлка состоит из 6 улиц и 2 переулков.